# Chapuisia inconspicua
Chapuisia inconspicua es un coleóptero de la familia Chrysomelidae. Fue descrita científicamente en 1899 por Jacoby.